# Ескадрені міноносці типу «Мая»
Ескадрені міноносці типу «Мая» — есмінці з керованим ракетним озброєнням Морських сил самооборони Японії. «Мая» був введений в експлуатацію 19 березня 2020 року. «Хагуро» був введений в експлуатацію 19 березня 2021 року.

## Контекст появи
Морські сили самооборони почали будівництво оснащеного системою «Іджис» типу «Конго» у 1988 фінансовому році. У 2002 і 2003 фінансових роках флот поповнила модифікована версія есмінців типу «Атаго».
Однак, навіть після того, як чотири есмінці типу «Конго» і два есмінці
були введені в експлуатацію, все одно було необхідно побудувати ще два есмінці, аби замінити тип «Хатакадзе», найкращий серед і останній збережений в експлуатації есмінець, оснащений системою протиповітряної оборони «Тартар». Будівництво цих двох оснащених Aegis есмінців було включено до Керівних принципів програми національної оборони до 2014 року і далі. Перший корабель, «Мая», був передбачений у бюджеті 2015 фінансового року.

## Конструкція
Хоча у цілому кораблі мають ті ж конструктивні характеристики, що й попередній тип типу «Атаго», тип «Мая» має більший корпус для встановлення гібридно-електричної силової установки.

## Служба кораблів
16 листопада 2022 року есмінець з керованими ракетами «Мая» випустив ракету SM-3 Block IIA, успішно перехопивши ціль поза атмосферою. Це був перший запуск такої ракети з японського військового корабля. 18 листопада 2022 року Haguro також випустив ракету SM-3 Block IB з успішним попаданням за межами атмосфери. Обидва випробування були проведені на Тихоокеанському ракетному полігоні на острові Кауаї, Гаваї, у співпраці з ВМС США та Агентством протиракетної оборони США. Це був перший випадок, коли два кораблі здійснили стрільби SM-3 одночасно, і випробування підтвердили можливості захисту від балістичних ракет за допомогою новітніх японських есмінців типу «Мая».